# Crapaudine

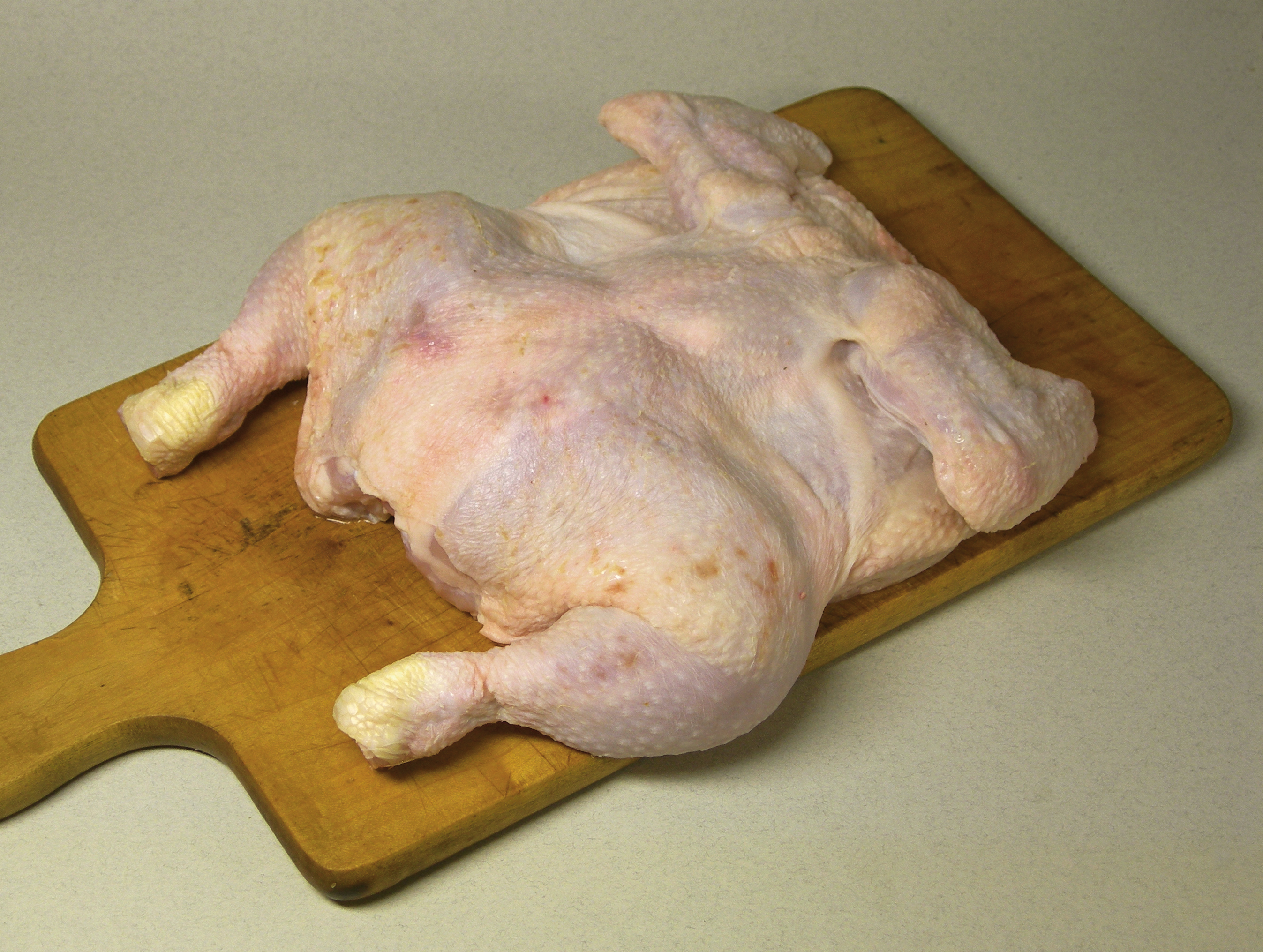
Pollo a la crapaudine o en mariposa

En cocina, se denomina cortar o abrir un pollo, pato, pescado, etc. en mariposa (por influencia del inglés, butterflied chicken o to butterfly a chicken), o bien a la crapaudine (por influencia del francés, poulet en crapaudine) a una técnica culinaria que consiste en cortar los lomos de una gallina (o de cualquier otra carne) para aplanar la pieza sin separar sus partes y así facilitar una cocción más uniforme. Asimismo, la técnica de corte mariposa reduce los tiempos de cocción. Este técnica permite que los jugos del animal se concentren mejor al cocerse.
Es especialmente útil cuando se preparan platos a la parrilla, como el frango piri piri portugués. La crapaudine era un plato de pollo típico en la Francia del siglo xviii.

## Terminología
En el idioma español no existe una forma autóctona de denominar esta técnica culinaria, y según la zona se han adoptado la terminología francesa o inglesa. La voz francesa crapaudine (pronunciación en francés: /kʁapodin/, «crapodín») proviene de crapaud, 'sapo', por la forma que tiene la gallina una vez abierta. 
Por su parte, la voz inglesa proviene de butterfly (pronunciación en inglés: /bʌɾɚflaɪ/), 'mariposa', igualmente por la forma que adopta el animal abierto. Una forma más específica se usa en la cocina anglosajona llamada spatchcocking, que implica retirar la espina dorsal del animal. De forma habitual, el sustantivo spatchcock se refiere a las aves preparadas de esta manera.
Estos términos son usados en el ámbito culinario. En carnicería, esta misma técnica se denomina «abrir en canal».

## Según el animal

### Carnes rojas

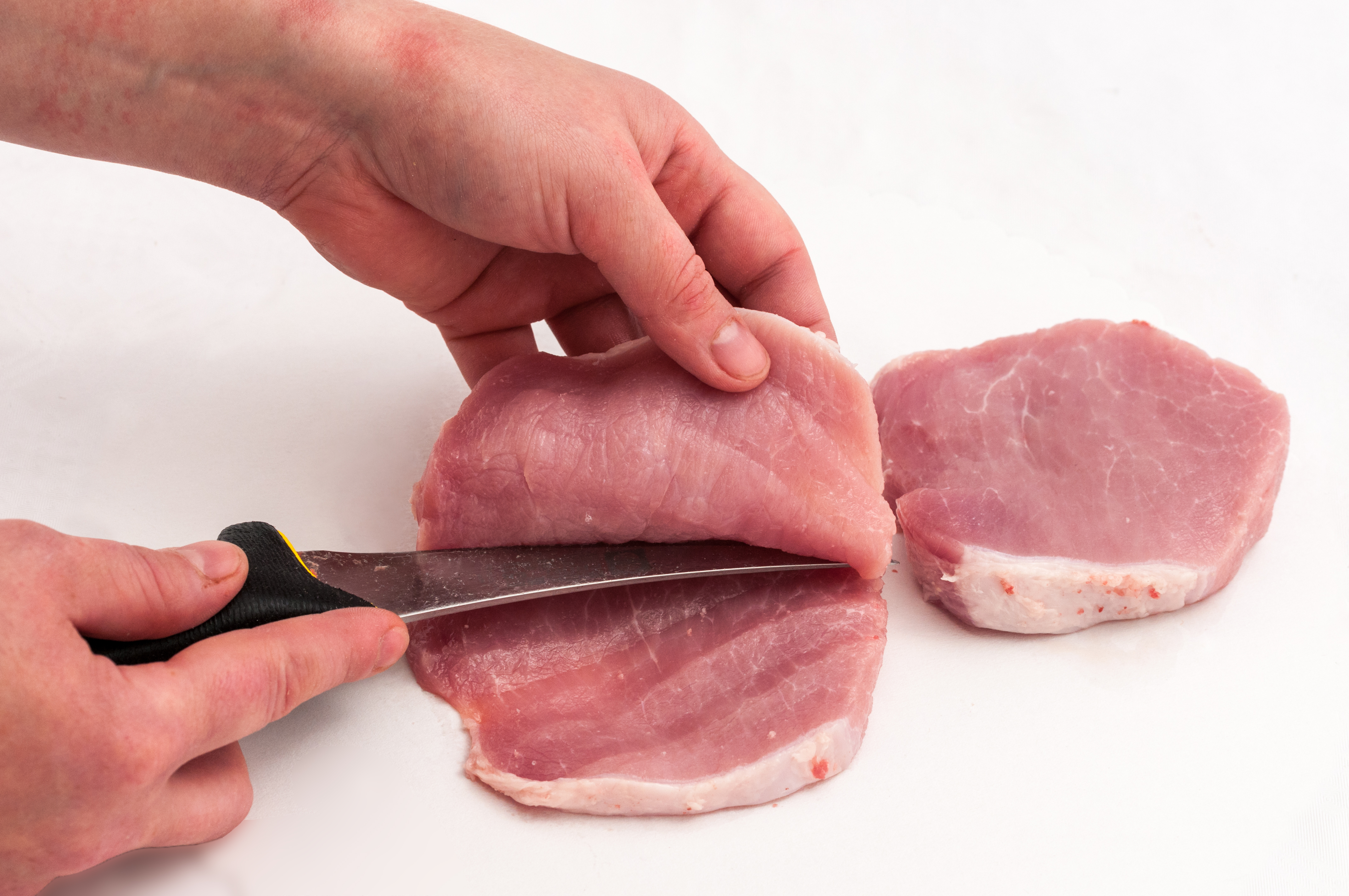
Cortando un lomo de cerdo a la crapaudine

Para la carne de vaca, de cerdo, etc. el corte mariposa es útil para transformar un trozo grueso y compacto de carne en uno más delgado y fácil de manejar. La pieza de carne se corta por la mitad horizontalmente sin llegar a cortarla por completo. El nexo de unión que se deja entre las dos mitades se denomina «bisagra» (hinge en inglés), y la carne queda como un libro abierto. El propósito es aplanar la carne y así provocar una cocción uniforme. Otra forma común de conseguir este mismo propósito es machacar o aplastar la carne con un mazo («espalmar» o «ablandar» la carne).
En el caso de la pierna de cordero, generalmente va seguida de un deshuesado.

### Aves de corral
Las aves de corral a menudo se abren en mariposa, ya que la cocción de su carne es notablemente mejor si se cortan de esta manera. Como ya se ha comentado, el spatchcock significa quitar la columna vertebral y posiblemente el esternón también. Retirar el esternón permite que el ave se aplane más todavía. Esto es popular para asar a la parrilla o al horno. La misma palabra spatchcock, que se viene usando en inglés desde, por lo menos, el siglo XVIII, ha pasado a designar a los pollos, patos, etc. cocinados así.
Un uso habitual de esta técnica consiste en sacar medallones finos de pechugas de pollo para elaborar platos como la piccata de pollo. También puede ser un paso previo para cortar el pollo en dados o tiras.

### Pescado

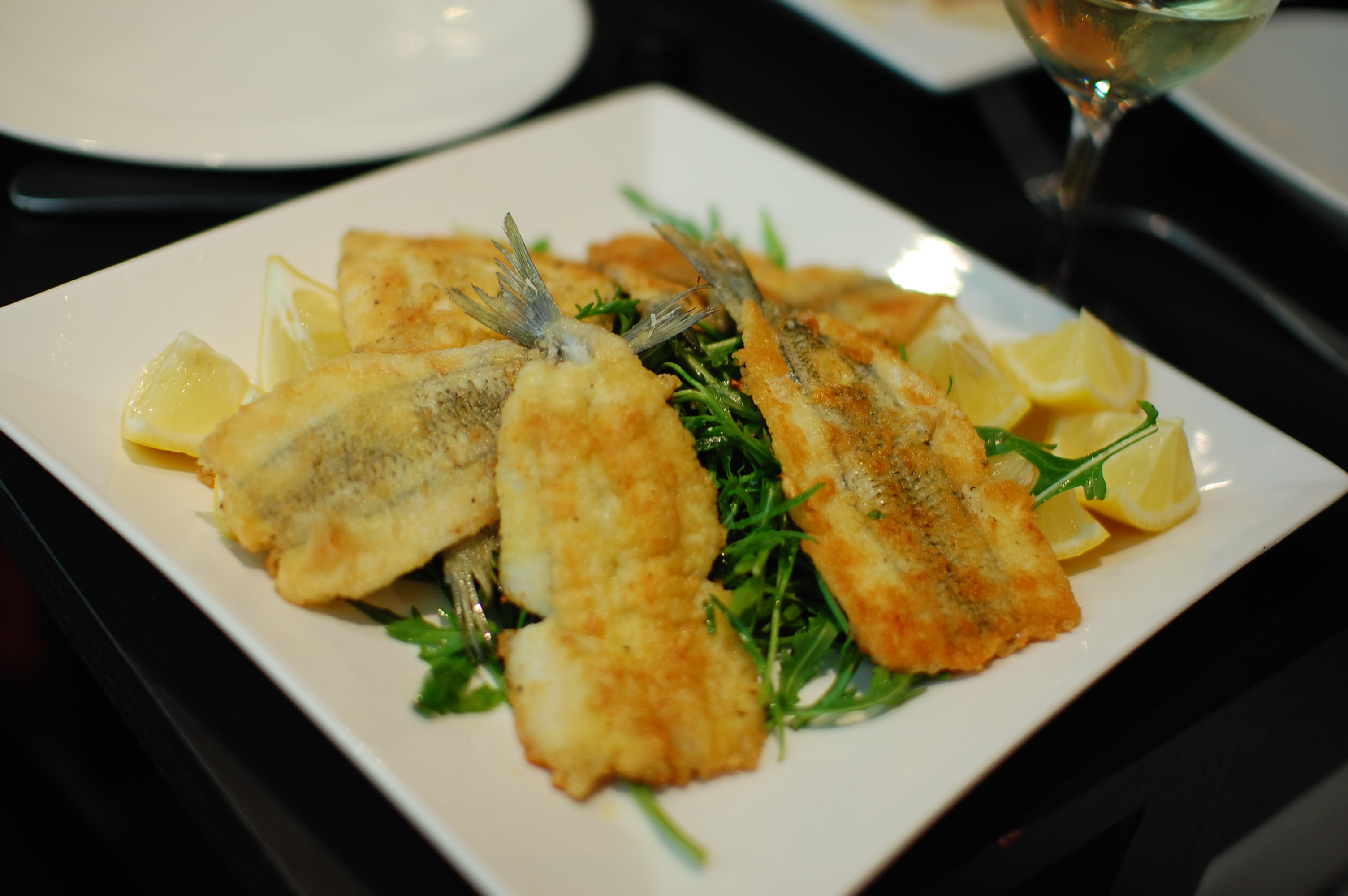
pez aguja abierto en mariposa

Asimismo los pescados se pueden cortar en mariposa o a la crapaudine. Consiste en cortar el pescado longitudinalmente por la barriga, desde la cabeza hasta la cola, retirar las vísceras, la espina dorsal y las otras espinas (según la receta, también la cabeza, la cola y la piel), de manera que los dos lomos del pescado quedan unidos por la espalda del pez. A veces el corte se produce al revés: por la espalda, de manera que quedan los lomos unidos por la barriga.

### Marisco
Diversos crustáceos, como las gambas (en España) o camarones (en América), la langosta o la cigala se pueden cortar en mariposa, lo cual implica cortar el bicho longitudinalmente, desde la cabeza hasta la cola, sin separar las mitades. Esta técnica es especialmente común cuando se hace marisco en tempura.